# レオン・ガンベッタ級装甲巡洋艦
| レオン・ガンベタ級装甲巡洋艦         | レオン・ガンベタ級装甲巡洋艦 |
| ------------------------------------ | --- |
| 写真はレオン・ガンベタ               | |
| 艦級概観                             | |
| 艦種                                 | 装甲巡洋艦 |
| 艦名                                 | |
| 前級                                 | アミラル・オーブ級 |
| 次級                                 | ジュール・ミシュレ |
| 性能諸元(データはネームシップのもの) | |
| 排水量                               | 常備：11,959トン(フェリー：12,379トン、ユゴー：13,108トン) |
| 全長                                 | 146.45m -m(水線長) |
| 全幅                                 | 21.41m |
| 吃水                                 | 8.05m(常備)、8.41m(満載時) |
| 機関                                 | ニクローズ式石炭・重油混焼水管缶28基(ユゴー：ベルヴィル式石炭・重油混焼水管缶28基、フェリー：ギョ・ド・タンブル式石炭・重油混焼水管缶20基)+直立型三段膨張式レシプロ機関3基3軸                              |
| 最大 出力                            | 28,500hp |
| 最大 速力                            | 22.5ノット |
| 航続 距離                            | 10ノット/11,000海里 (石炭：2,065トン、重油：不明） |
| 乗員                                 | 728名(旗艦時：821名) |
| 兵装                                 | Model 1893-96 19.4cm(40口径)連装速射砲2基 Model 1893-96 16.3cm(45口径)連装速射砲6基 +同単装速射砲4基 Model 1902 オチキス 47mm機砲24基 Model 1902 オチキス 37mm機砲2基 Model 1904 45cm水中魚雷発射管単装2基 |
| 装甲                                 | 舷側：90～170mm（水線面主装甲） 甲板：45mm(水平面)、66mm(傾斜部) 主砲防盾：200mm 副砲塔：130～165mm 副砲ケースメイト：140mm 司令塔：200mm                                                                  |

レオン・ガンベタ級装甲巡洋艦 (Croiseur cuirassé - classe Léon Gambetta) は、フランス海軍の装甲巡洋艦の艦級。本級はアミラル・オーブ級の改良型として設計されたが、火力の大幅な強化がされ、単装式の主砲は連装砲塔方式となり、副砲も連装砲塔が大部分となった。火力は約2倍となった。また、防御も装甲板にKC装甲を採用し、水線部装甲帯も170mmと増厚された。
当時の海軍大臣カミーユ・ペルタン（Camille Pelletan）はジャーナリストから政治家となった人物で、海軍の将校らが保守的な王党派の性向を持っているとされることに対抗して、この艦級に共和政時代の政治家や文化人を記念する名をつけるようこだわった。

## 艦形

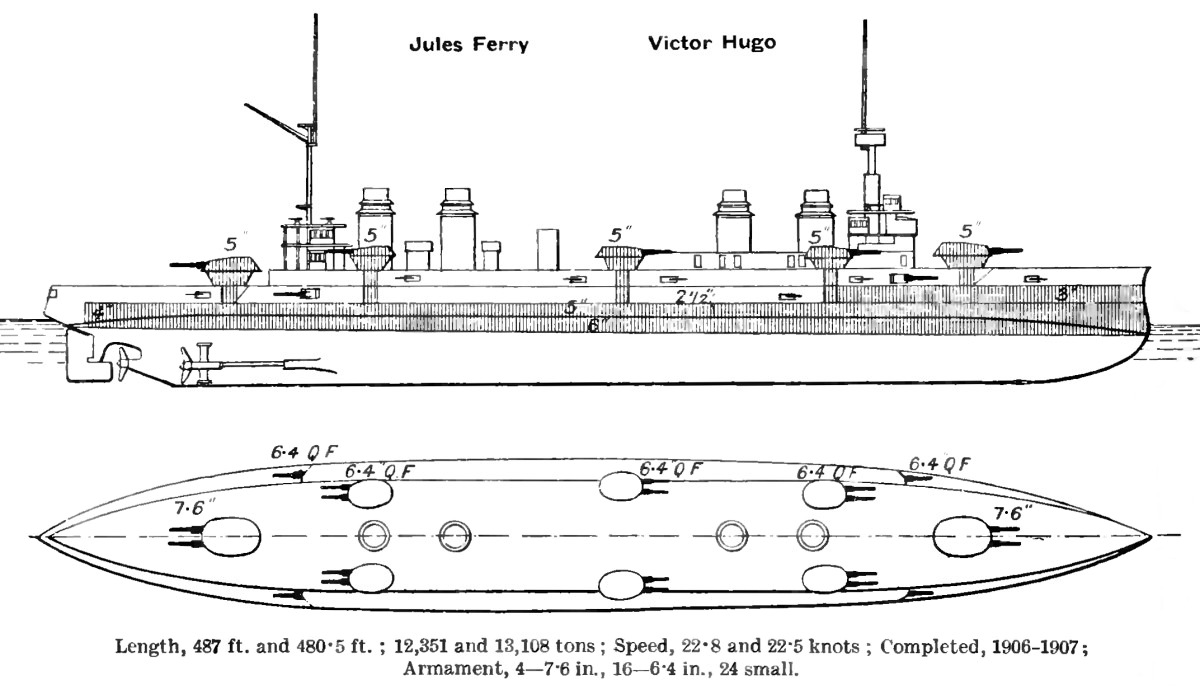
1923年時の本級の武装・装甲配置を示した図。

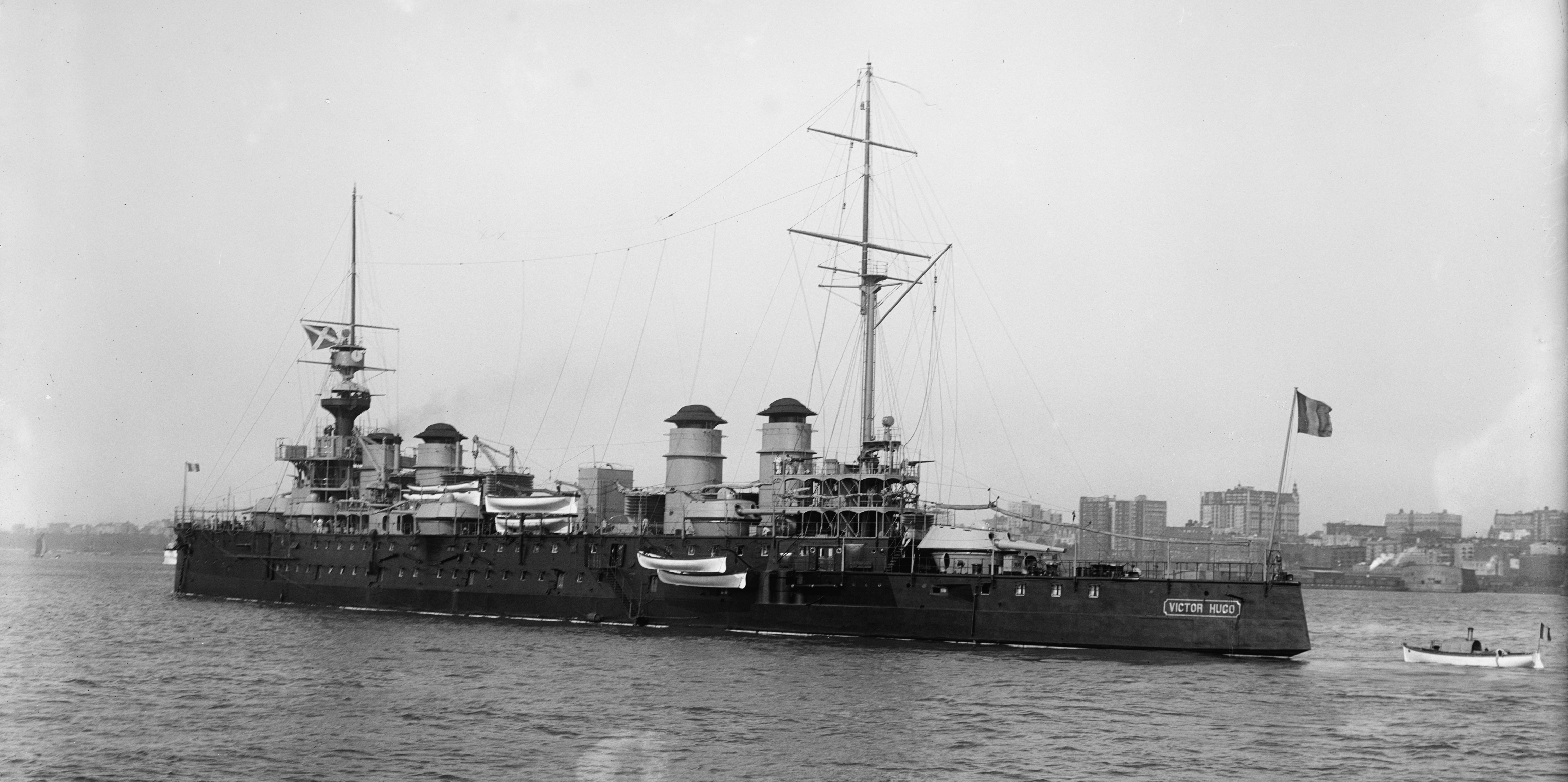
艦尾から撮られた「ヴィクトル・ユゴー」。

船体形状は前型と同じく高い乾舷を持つ長船首楼型船体で外洋での凌波性は良好であった。艦首から前向きに19.4cm連装主砲塔1基を配置、艦橋構造は大型化され箱型とし、その上に二段の見張り所を持つミリタリー・マストが立つ。ミリタリー・マストの頂部の見張り所は上段が探照灯台で下段に4.7cm機関砲が配置された。
艦橋の背後に4本の煙突が立っているが、ボイラー室を前後に振り分けた缶室分離配置を採っているために煙突は2番煙突と3番煙突の間は広く取られており、間に四角形の通風筒が立っている。
煙突の周囲は艦載艇置き場となっており、舷側に艦載艇用の揚収クレーン片舷8基計16基が配置されている。4番煙突から後ろは簡便な単脚檣、後ろ向きに19.4cm連装主砲塔1基が載る。
副砲は前述の通り16.3cm速射砲18門のうち12門が連装砲塔に収められ、船体中央部の甲板上に等間隔で片舷3基の計6基が配置され、残りは単装ケースメイト配置で艦橋の左右に1基ずつ、後檣の左右に1基ずつの計4基が配置され、前方方向に最大6門、左右方向に最大8門が指向出来た。

## 同型艦
- レオン・ガンベッタ
- ジュール・フェリー
- ヴィクトル・ユゴー

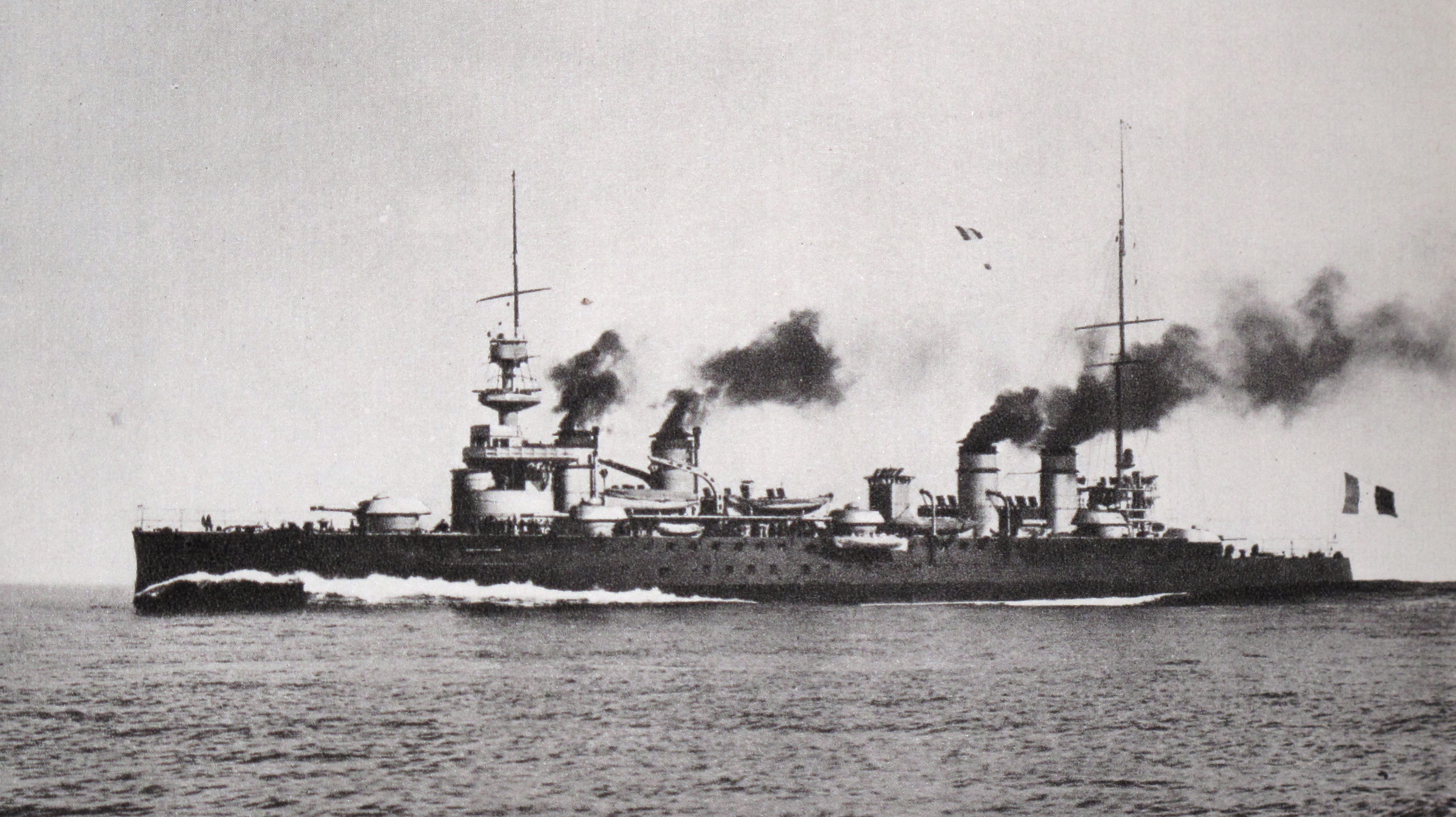
装甲巡洋艦「ジュール・フェリー」
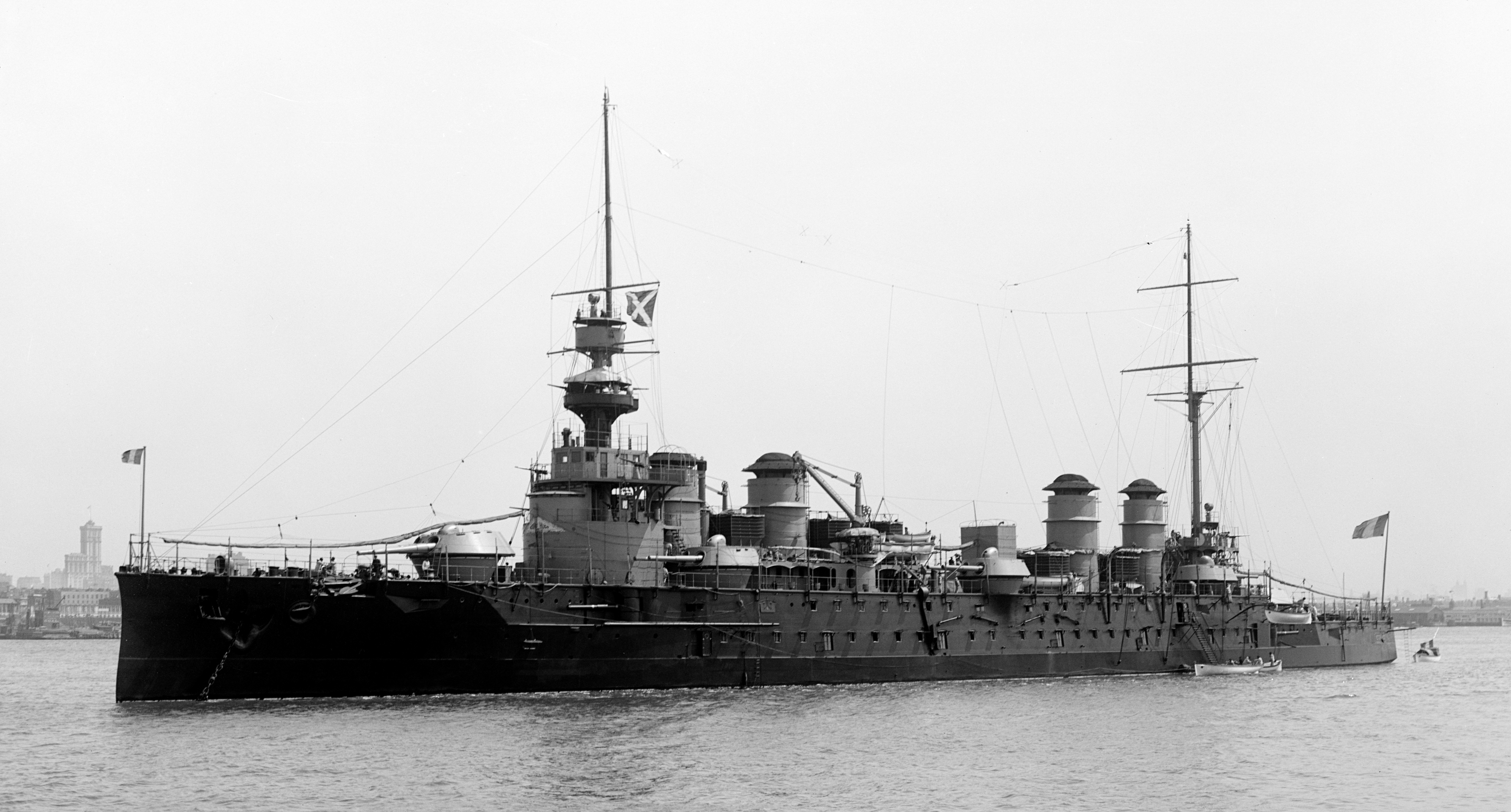
装甲巡洋艦「ヴィクトル・ユゴー」

## 参考図書
- 「世界の艦船増刊第50集　フランス巡洋艦史」(海人社)